# Marder I
Marder I (niem. kuna), pełna nazwa 7.5cm PaK40/1 auf Geschützwagen Lorraine Schlepper(f), SdKfz.135 – niemiecki niszczyciel czołgów z okresu II wojny światowej uzbrojony w armatę przeciwpancerną o kalibrze 75 mm i bazujący na podwoziu zdobycznego ciągnika artyleryjskiego produkcji francuskiej Lorraine 37L.

## Historia powstania
Po rozpoczęciu operacji Barbarossa i po pojawieniu się w większych ilościach czołgów sowieckich T-34 i KW-1, już pod koniec 1941 roku wojska niemieckie zaczęły odczuwać brak mobilnej i skutecznej broni przeciwpancernej – holowane działa przeciwpancerne były zbyt mało mobilne, a istniejące niszczyciele czołgów typu Panzerjäger I nie były wystarczająco silnie uzbrojone.
Jako rozwiązanie tymczasowe zdecydowano się na użycie przestarzałych (PzKpfw II) lub zdobycznych (Lorraine) konstrukcji jako podwozi do nowych pojazdów, które zostały uzbrojone w niemieckie armaty przeciwpancerne 75 mm PaK 40 lub zdobyczne radzieckie działa typu 76,2mm F-22 Model 1936.

## Konstrukcja
Marder I wszedł do produkcji w maju 1942 roku, uzbrojony był w armatę 75 mm na podwoziu ciągnika Tracteur Blinde Lorraine 37L. Z ciągnika zdjęto całe oryginalne nadwozie, a na jego miejscu zamontowano armatę, dookoła której wzniesiono bardzo cienko opancerzone i otwarte od góry pomieszczenie załogi, które praktycznie dawało tylko zabezpieczenie przed ogniem z lekkiej broni piechoty. Zbudowano 170 egzemplarzy tego pojazdu z podwoziem Lorraine.
Wykorzystano także podwozia przestarzałych czołgów francuskich jak Hotchkiss H-39 czy FCM 36, powstałe na ich bazie niszczyciele czołgów były także znane jako Marder I, a ich pełne nazwy brzmiały 7.5cm PaK40(Sf) auf Geschützwagen 39H(f) i 7.5cm PaK40(Sf) auf Geschützwagen FCM(f).

## Zastosowanie bojowe
Pojazdy te zostały wysłane na front wschodni gdzie służyły w oddziałach niszczycieli czołgów (Panzerjäger) organicznie należących do dywizji piechoty. Wkrótce zostały jednak odesłane z powrotem do Francji, głównie z powodu złego zaopatrzenia w części zamienne i problemów z serwisem. We Francji i na froncie zachodnim służyły do końca wojny.